# Louis Désiré Blanquart-Evrard

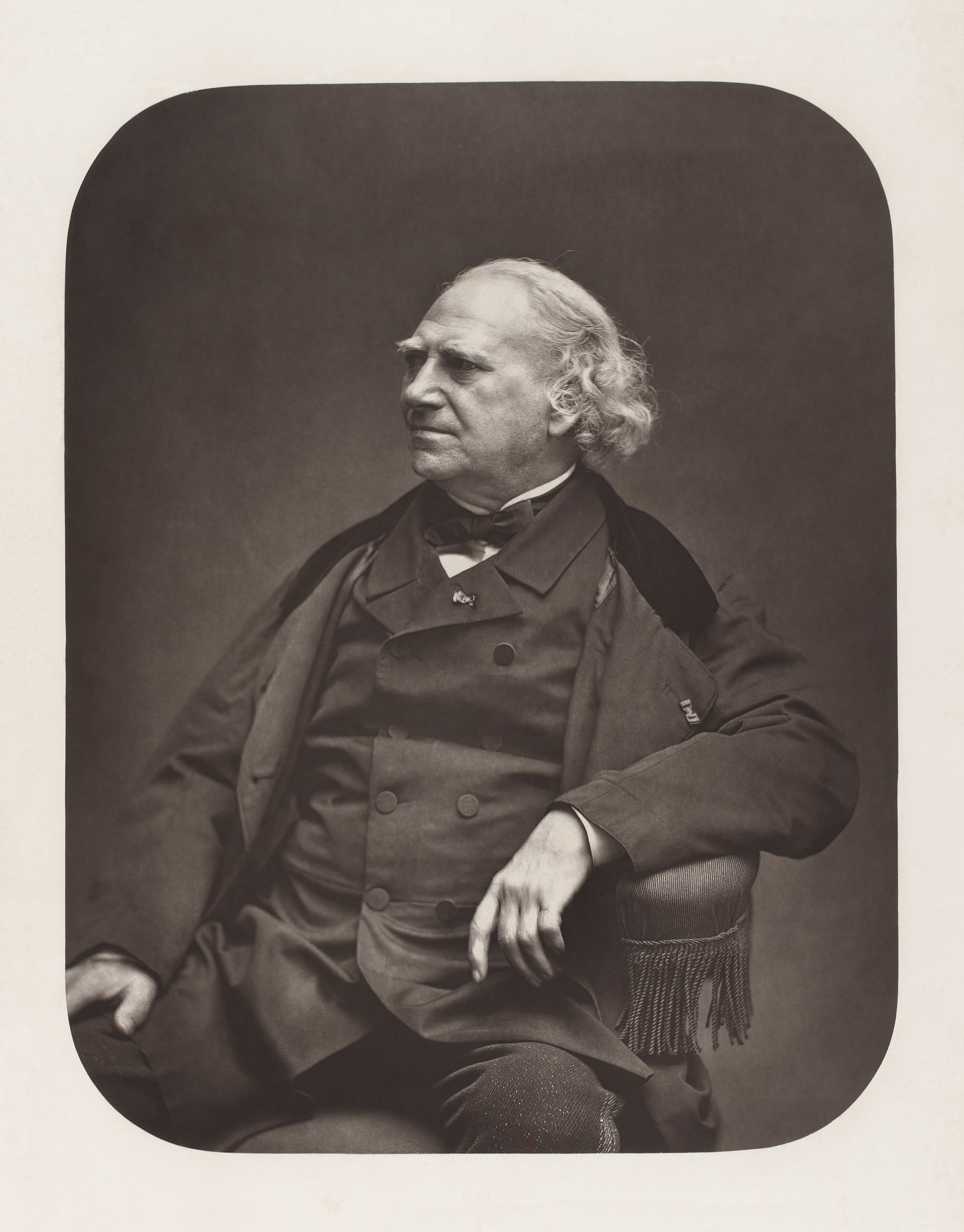
Porträt Louis Désiré Blanquart-Evrards, 1869

Louis Désiré Blanquart-Evrard (* 2. August 1802; † 28. April 1872 in Lille) war ein französischer Tuchhändler, versierter Chemiker und begeisterter Hobbyfotograf. Er gilt als eine der wichtigsten Personen in der Entwicklung der Fotografie.

## Leben und Werk
Blanquart-Evrard begann 1826 seine Studien in Chemie und erlernte 1844 die Kalotypie (auch Talbotypie). Als Chemiker erkannte er die Nachteile der Kalotypie: die Notwendigkeit zeitaufwändiger Manipulationen und die Ungleichmäßigkeit der Abzüge. Im Januar 1847 publizierte er vor der Akademie der Wissenschaften in Paris ein verbessertes Verfahren der Kalotypie. Er verbesserte das Verfahren in der Form, dass er die lichtempfindlichen Chemikalien nicht mehr auf die Papiere aufstrich, sondern sie auf der Lösung schwimmen ließ. Dadurch erhielt er eine wesentlich homogenere Oberfläche, eine verbesserte Lichtempfindlichkeit und eine feinere Wiedergabe der Tonwerte. Von diesem Zeitpunkt an widmete er seine berufliche Karriere ganz der Fotografie. 
1850 entwickelte er den Druck auf Albuminpapier. 
Mit seinem Hintergrundwissen aus der Stoffindustrie erkannte Blanquart-Evrard schon bald die Möglichkeiten der Massenproduktion für die Fotografie. Im Jahr 1851 eröffnete er mit Hippolyte Fockedey die Imprimerie Photographique Blanquart-Evrard. In dieser Kopierwerkstatt betrieb er mit ungefähr 40 weiblichen Mitarbeitern die Herstellung von Positivabzügen nach Papiernegativen. Das Unternehmen war in vielen Aspekten richtungsweisend. Man entwickelte industrielle Produktionsverfahren, mit denen bis zu 300 Kopien pro Tag und pro Negativ erstellt werden konnten. Diese Kopien wurden dann in gedruckte Bücher eingeklebt. Im Jahr 1855 musste Blanquart-Evrard trotz rationeller Fließbandarbeit den Betrieb wieder schließen, da er der Konkurrenz durch die Fotolithografie und Heliografie nicht standhalten konnte. 
Die Imprimerie Photographique Blanquart-Evrard gilt als der erste fotografische Kunstverlag. Aus ihm gingen zahlreiche fotografisch illustrierte Bildbände hervor. Sie zeigen, was das zeitgenössische Publikum interessierte und was technisch als machbar galt. Sein erstes Album Album photographique de l’artiste et de l’amateur ist ein Katalog der fotografischen Genres. Blanquart-Evrard publizierte u. a. Aufnahmen der Fotografen Louis De Clercq, Maxime Du Camp, John Beasley Greene und Auguste Salzmann.